# Эбуэ, Феликс
Феликс Адольф Эбуэ (фр. Félix Adolphe Éboué, 26 декабря 1884 года, Кайенна, Французская Гвиана — 17 мая 1944 года, Каир, Египет) — первый французский чернокожий высокопоставленный колониальный администратор, герой Сопротивления.

## Ранние годы жизни
Его дед был рабом, отец Ив Эбуэ — золотоискателем, мать Мари Жозефина Орель Левель владела магазином. Был четвёртым из пяти братьев. Будучи школьником, Феликс хорошо учился и выиграл стипендию для продолжения обучения в Бордо. С 1898 года он учился в бордоском лицее имени Мишеля де Монтеня (фр. Lycée Michel-Montaigne), который являлся подготовительным учебным заведением для поступления в Большие школы. После этого он поступил в парижскую Национальную школу Заморских владений Франции (фр. École nationale de la France d'outre-mer), которую закончил в 1908 году со степенью в области юриспруденции. Был капитаном футбольной команды, игравшей во Франции, Англии и Бельгии.

## На колониальной службе
С 1910 года начал карьеру колониального чиновника. Он служил на Мадагаскаре, в Убанги-Шари.
В 1927 году за свои успехи стал кавалером ордена Почётного легиона. После двадцати лет службы в Убанги-Шари переведён на Антильские острова, и с июля 1933 года по январь 1934 года был генеральным секретарём правительства Мартиники. Затем он возглавлял Французский Судан, а с 1936 года стал губернатором Гваделупы. Это был первый в истории случай, когда чернокожий потомок африканца занял столь высокий пост во французской колониальной системе.
В связи с нарастанием напряжённости в мире в 1938 году назначен губернатором Чада и 4 января 1939 года прибыл в Форт-Лами. После капитуляции Франции в июне 1940 года перед ним встала проблема обеспечения экономической жизни Чада, естественным рынком сбыта которого являлась Британская Нигерия. В июле 1940 года он связался с генералом де Голлем и, изложив условия обороны и жизни территории, защиту которой ему поручила Франция, сообщил о своём намерении официально примкнуть к «Свободной Франции». 26 августа 1940 года на встрече в Лагосе губернатор Эбуэ и командующий войсками территории Чад полковник Маршан провозгласили присоединение Чада к движению генерала де Голля. 27 августа де Голль выразил территории Чад благодарность в приказе по империи:
Сегодня, 27 августа 1940, на 360-й день мировой войны, я выражаю благодарность территории Чад в приказе по империи по следующей причине:

Территория Чад благодаря энергичным действиям её руководителей — губернатора Эбуэ и командующего войсками полковника Маршана — показала, что она остаётся землёй доблестных французов.

Несмотря на чрезвычайно серьёзное военное и экономическое положение, территория Чад отказалась признать позорную капитуляцию и решила продолжать войну до победного конца. Этой замечательной решимостью она показала пример выполнения долга и дала сигнал к возрождению всей Французской империи.
12 ноября 1940 года генерал де Голль сделал Эбуэ генерал-губернатором Французской Экваториальной Африки. 29 января 1941 года Феликс Эбуэ стал одним из первых людей, награждённых Орденом Освобождения. Благодаря усилиям Эбуэ за годы войны во Французской Экваториальной Африке были созданы вооружённые силы численностью около 40 тысяч человек, воевавшие на стороне «Сражающейся Франции» на различных фронтах Второй мировой войны.
Феликс Эбуэ скончался 17 мая 1944 года в Каире от сердечного приступа. 20 мая 1949 года его останки были помещены в Парижский Пантеон.
В 1946 году одна из дочерей Эбуэ вышла замуж за поэта и философа Леопольда Сенгора, который в 1960 году стал первым президентом Сенегала.

## Награды
- Офицер ордена Почётного легиона[1]
- Компаньон ордена Освобождения (29 января 1941 года)[1]
- Колониальная медаль

## Галерея

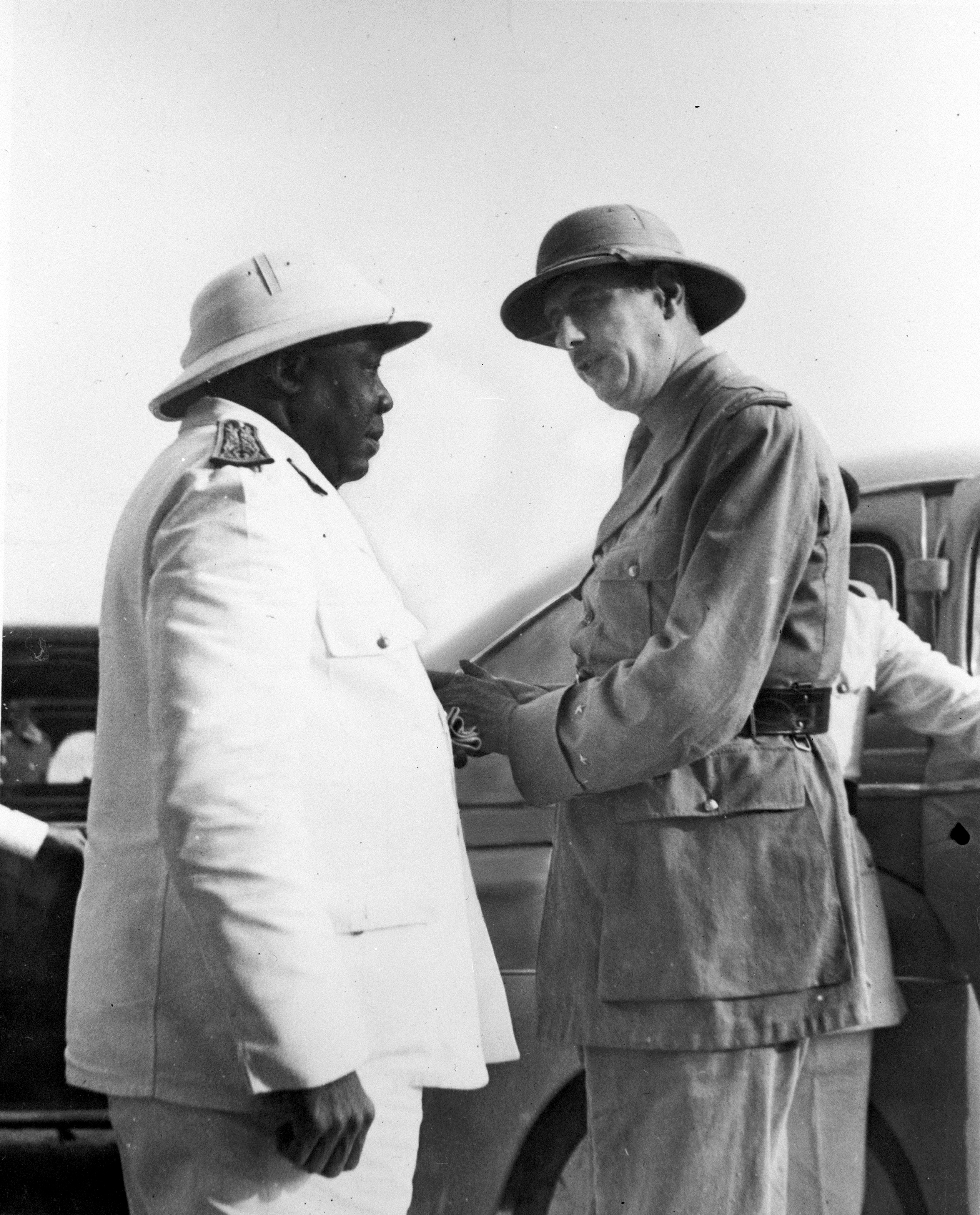
Генерал-губернатор Эбуэ приветствует Шарля де Голля в Чаде. 15 октября 1940 года.
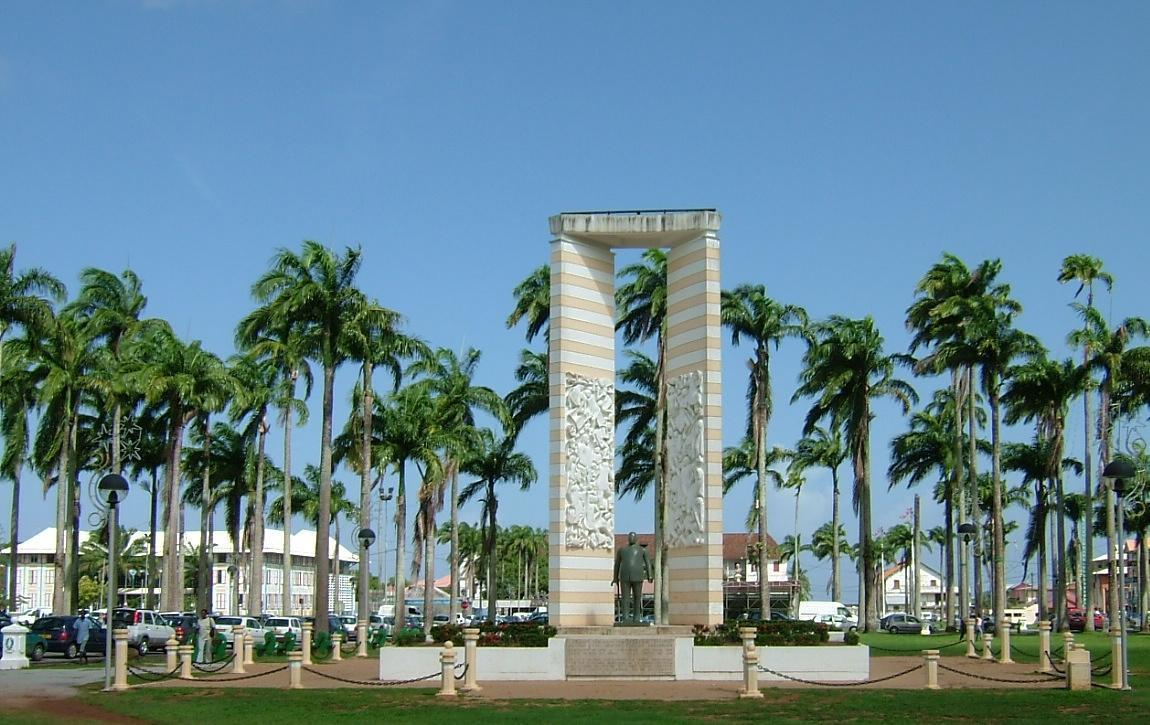
Памятник Феликсу Эбуэ в Кайенне
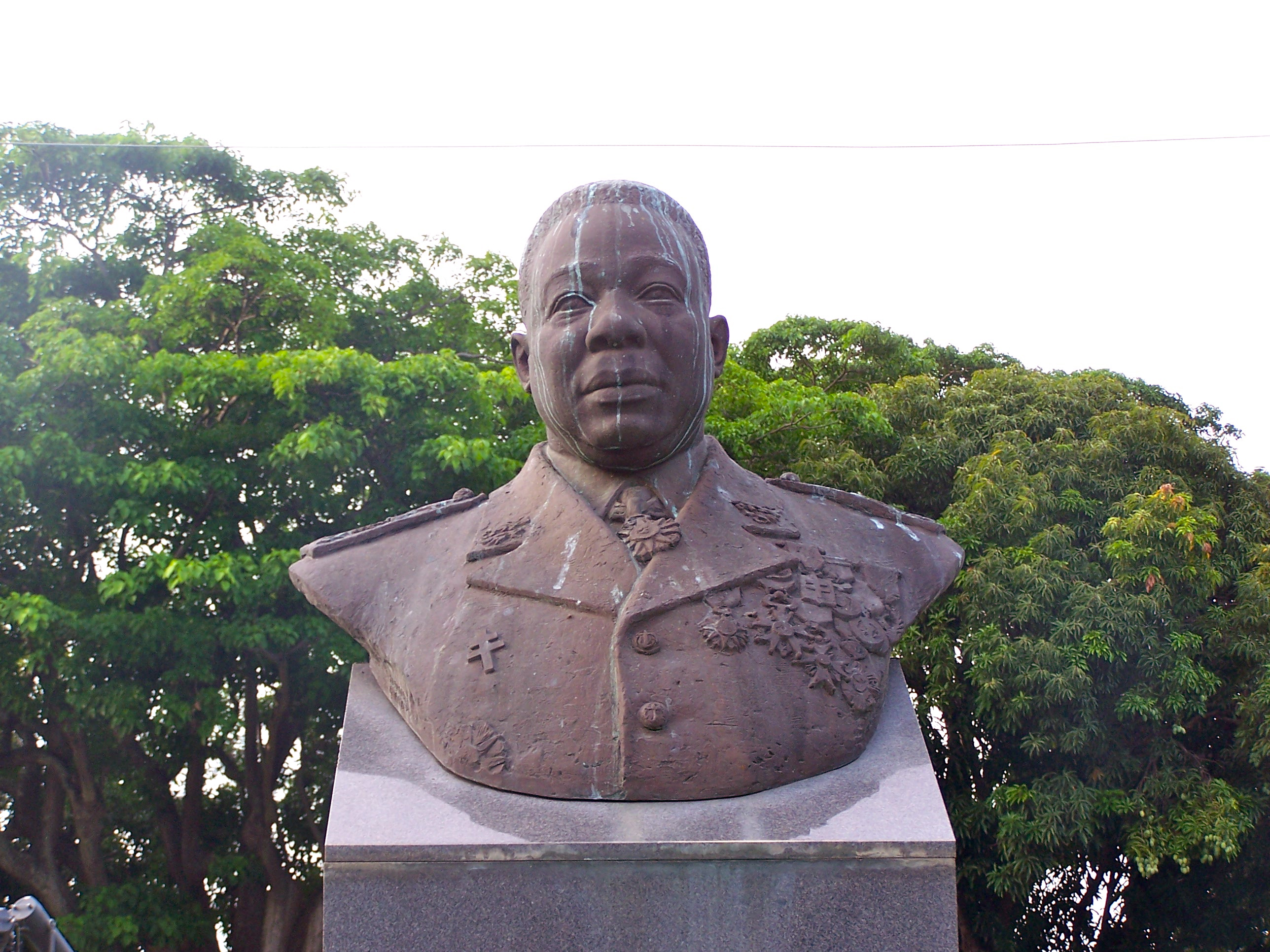
Бюст Феликса Эбуэ в Пуэнт-а-Питр
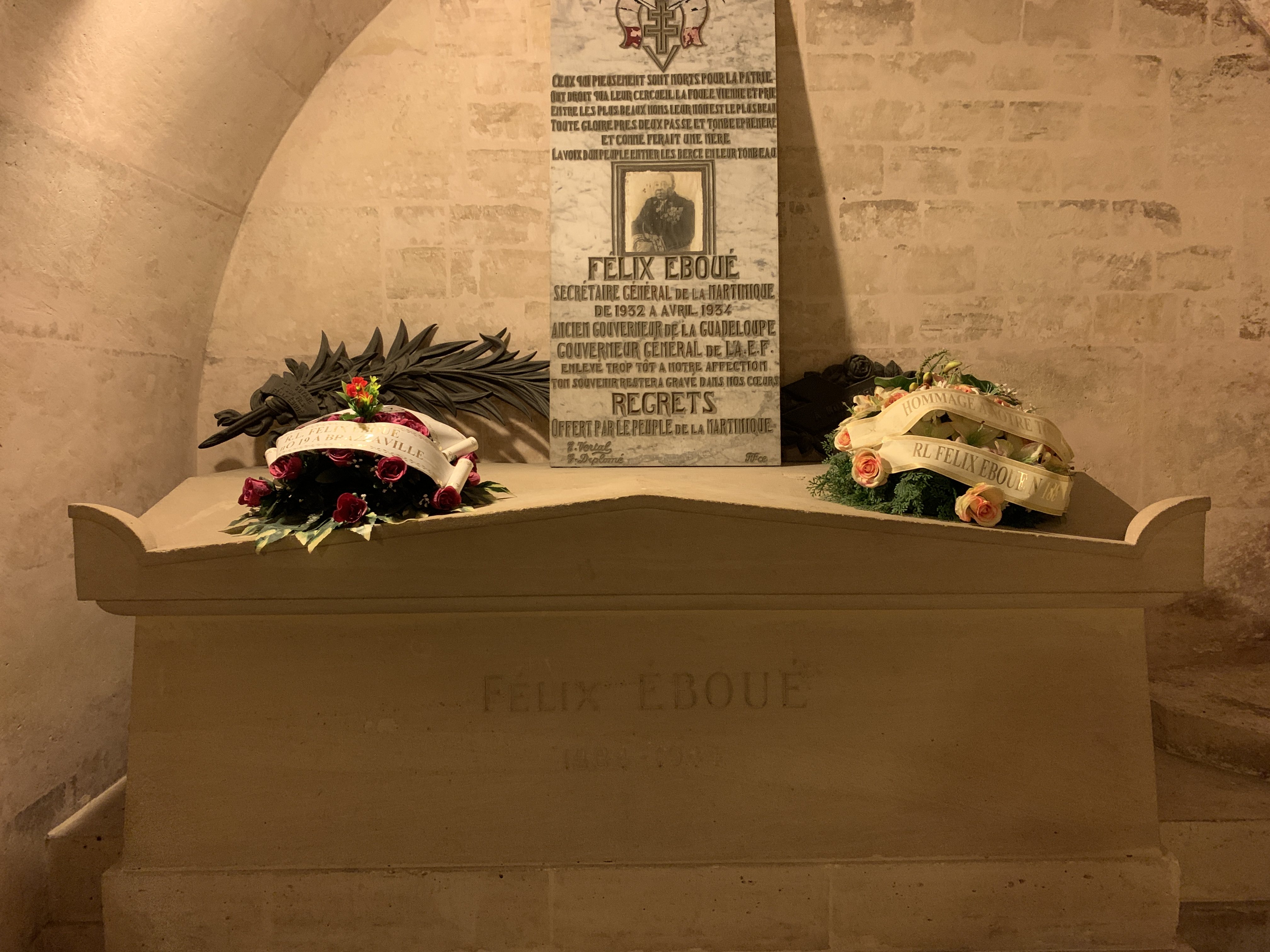
Могила Феликса Эбуэ в Пантеоне (Париж)
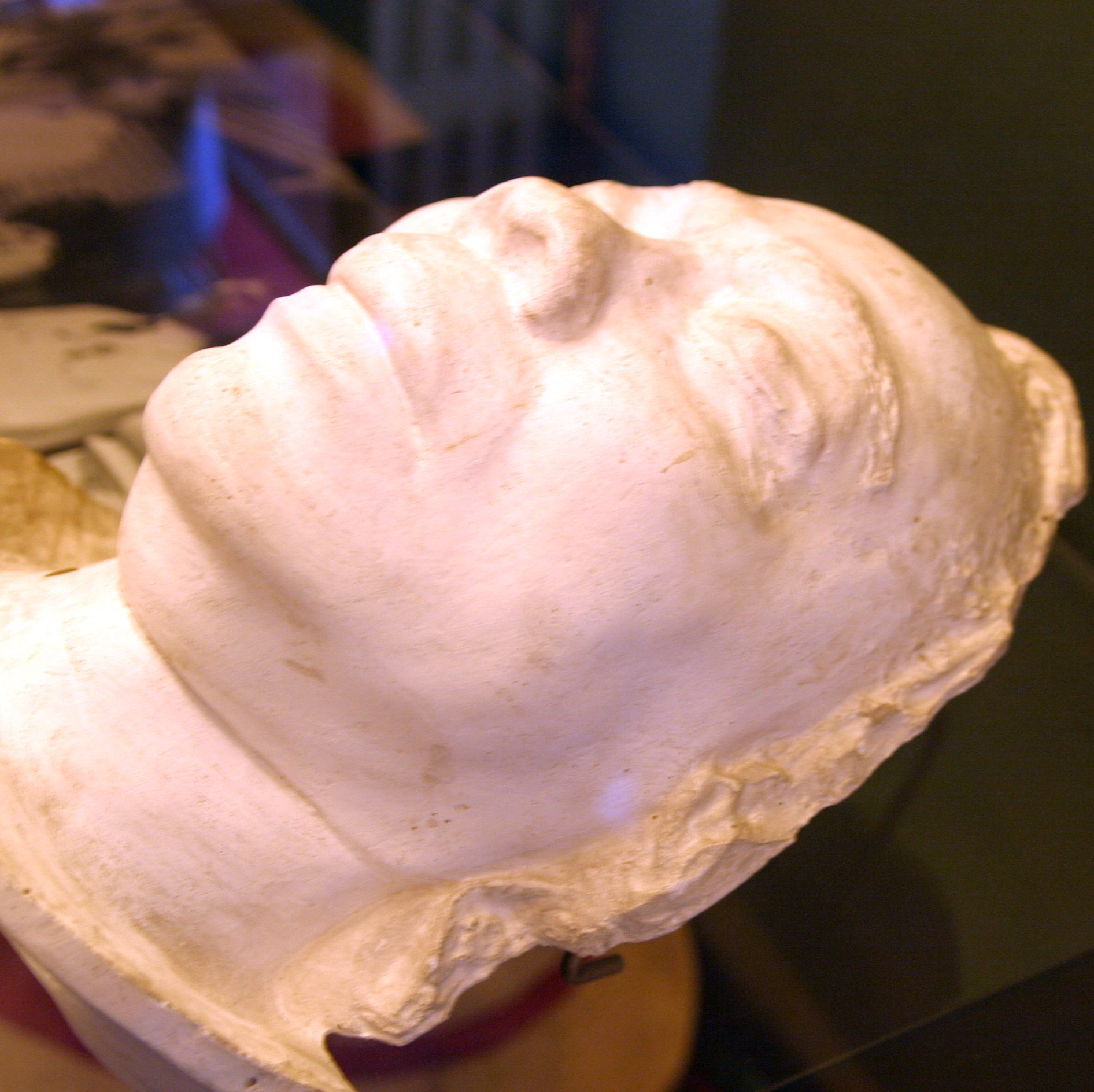
Посмертная маска Феликса Эбуэ в Музее Ордена Освобождения